# コレット・ディケンソン・ピアース
コレット・ディケンソン・ピアース&パートナーズ（Collett Dickenson Pearce、CDP、1960年 - 2000年) はイギリスの広告代理店。ジョン・コレットの会社をジョン・ピアースとロニー・ディケンソンが買収して創立。1960年代の文化革命で重要な役割を果たし、同社を経て国際的に活躍したクリエイターも多い。

## 沿革

### 創立
1960年4月、コールマン・プレンティス・ヴァーリー社（1934年創立）からピアースとディケンソン、コリン・ミルワードが退職し、前者2名がジョン・コレット所有のピクトリアル・パブリシティを買収して設立。コリン・ミルワードは第二次世界大戦の退役軍人であったが、CDPの初期20年間のクリエイティブ・ディレクターを務めており、天才として名を馳せた

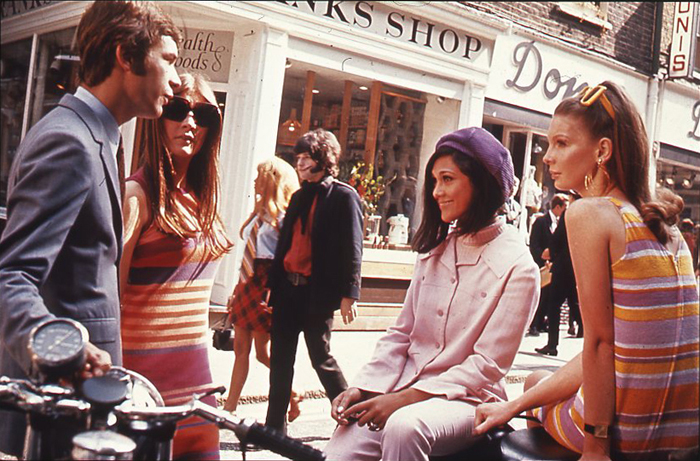
1969年のロンドン、カーナビー・ストリート。

。
1960年代のスイング・ロンドン革命で頭角を現し、イギリスで最も影響力のある広告代理店となった。
1970年代にはカラーテレビの普及により洗練された広告映像の需要が生じ、経営者フランク・ローのもとでイギリス広告業界の黄金時代を築いたと言われている。このときには世界でも主要な広告代理店のひとつとされていた。
ただ最高幹部の役職は軍の元役人タイプが占めていたとアラン・パーカーは回想している。
主な顧客は、パーカー、フィアット、フォード、ランドローバー、ハイネケン、ロンソン、チンザノ、ベンソン&ヘッジス 、バーズアイ、ジョン・ハーヴェイ＆サンズ、ホヴィス、他。ベンソン&ヘッジズ（ギャラハー）の煙草ハムレットの1974年のキャッチコピー「幸せとはハムレットと呼ばれる葉巻」（Happiness is a cigar called Hamlet）などがイギリス国内では有名である。

### 電通による買収
1980年代後半から1990年代には勢いを失い、2000年には世界第5位の広告代理店である電通に買収され、CDP・トラヴィスサリー、次いでトラヴィス・サリーと改称。
2010年にはイギリス広告ビジネス界からジム・ケリーを経営者に起用し、その後には欧州での事業の拡大にともない、社名を電通ロンドン、次いで電通UKと改称した。

## 出身者
CDPは若者を国際的なクリエイターに育てた「保育所」でもあった。
- フランク・ロー（英語版）
- デヴィッド・パットナム（英語版）：映画『炎のランナー』、『キリング・フィールド』プロデューサー[7]
- アラン・パーカー（英語版）：　映画『ミッドナイト・エクスプレス』監督
- ジョン・ヘガーティ（英語版）
- チャールズ・サーチ（英語版）
- リドリー・スコット：映画『ブレードランナー』、『エイリアン (映画)』、『グラディエーター』の監督、CDPの広告作品、他
- ヒュー・ハドソン：映画『炎のランナー』監督